# Ширван в составе Грузинского царства
Ширван в составе Грузинского царства — период с 1124 по 1239 годы, когда Ширван попал под политическое влияние Грузинского царства, из-за экспансии, начатой Давидом IV Агмашенебели против турок-сельджуков. В результате господства монголов в Грузии, Ширван отсоединился от Грузинского царства. Тем не менее, грузинские монархи использовали титул «Ширваншах» столетиями после этого.

## История

### Ширван при Давиде IV Агмашенебели

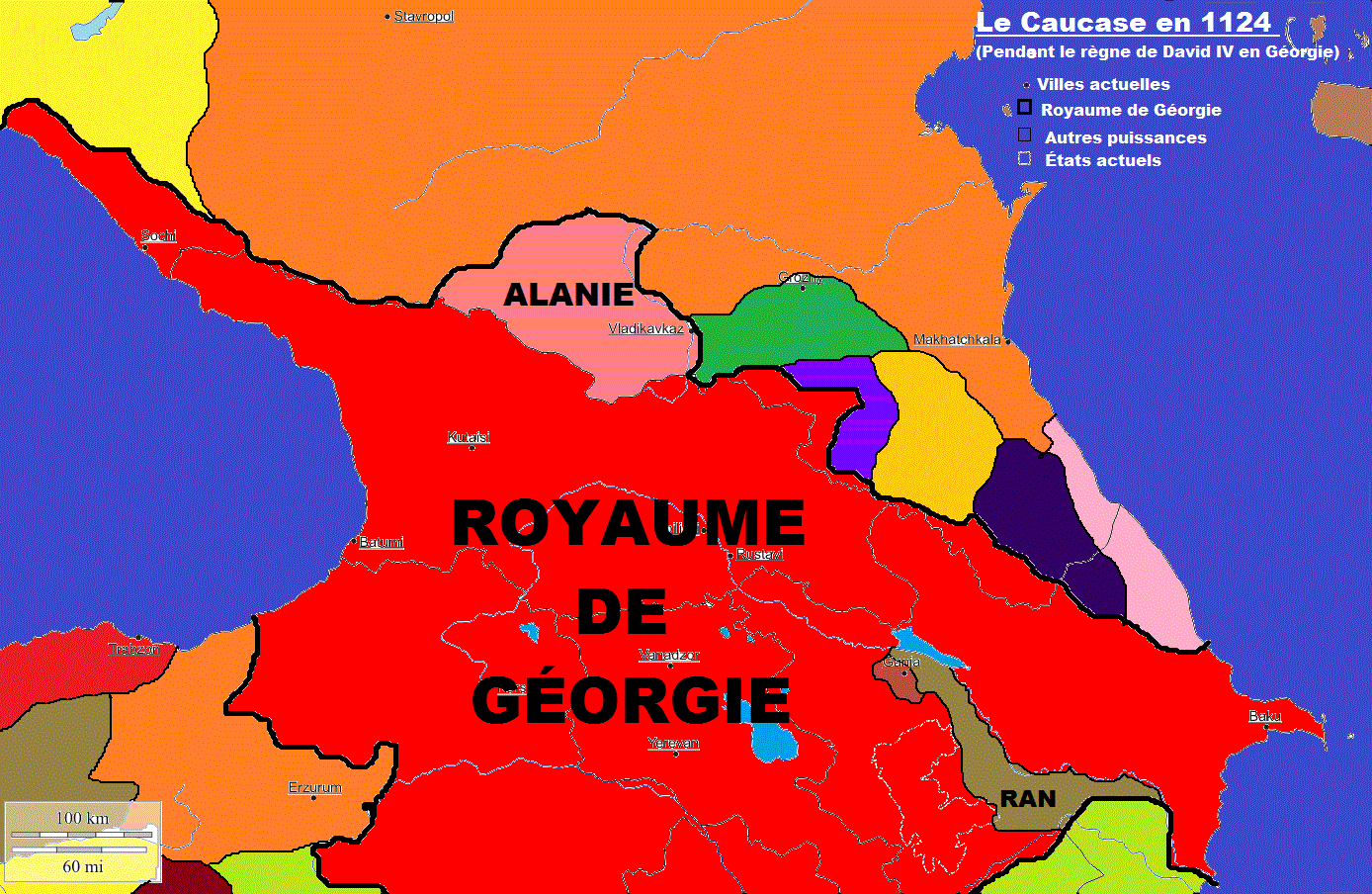
Грузинское царство в период правления Давида IV

В начале 12 века Ширван привлек внимание Грузинского царства, которое в этот период занималось территориальной экспансией и поэтому часто нападало на прилегающие к Ширвану территории.
В 1106 году Давид Агмашенебели расширил восточную границу своего царства до Ширванского государства, в котором доминировали сельджуки, но в культурном отношении персидского, и укрепил его династической свадьбой. Его старшая дочь Тамар была замужем за Ширваншахом Минучихром III, который даже взошел на престол в 1120 году, в честь его имени был построен город Баку.
Под влиянием жены Тамар, Минучихр принял прогрузинскую ориентацию и даже перестал платить сельджукам дань, которая равнялась 40 тысячам динаров. В 1121 году вспомогательные отряды Ширвана приняли участие в битве под Дидгори.
По словам историка Давида, на второй год взятия Тбилиси, в 1123 году тюркский султан Махмуд прибыл в Ширван, бывшим вассальным государством царя Грузии. Султан взял город Шемахы, захватил Ширваншаха и послал Давиду письмо через чрезвычайного посла, в котором требовал выкуп за Ширваншаха.
Осенью 1124 года Давид укрепил Ширван и управлял там государственными делами. Он оставил гарнизоны в городах-крепостях Ширвана и назначил там своих сторонников.
Западная часть Ширвана, где проживали преимущественно христиане, была подчинена Свимону-писцу, епископу Бедийскому и Алавердийскому, а Минучихру был отдан восточный Ширван.
В апреле того же года Давид также занял Дербент.

### Ширван при Деметре I, сыне Давида IV Агмашенебели
В 1125 году, после смерти Давида, на престол взошел Деметре I.
В том же году Минучихр восстановил контроль над Западным Ширваном.
В 1126 году мусульманское население Ширвана восстало против сельджукского султана.
В 1129-30 годах Ширван снова был разделен на две части, христианская часть напрямую присоединилась к Грузии, граница прошла у Тетрицкала, Минучихр был назначен эмиром Восточного Ширвана и взамен признал вассальную зависимость от Грузии.

### Ширван при Георгие III Багратиони

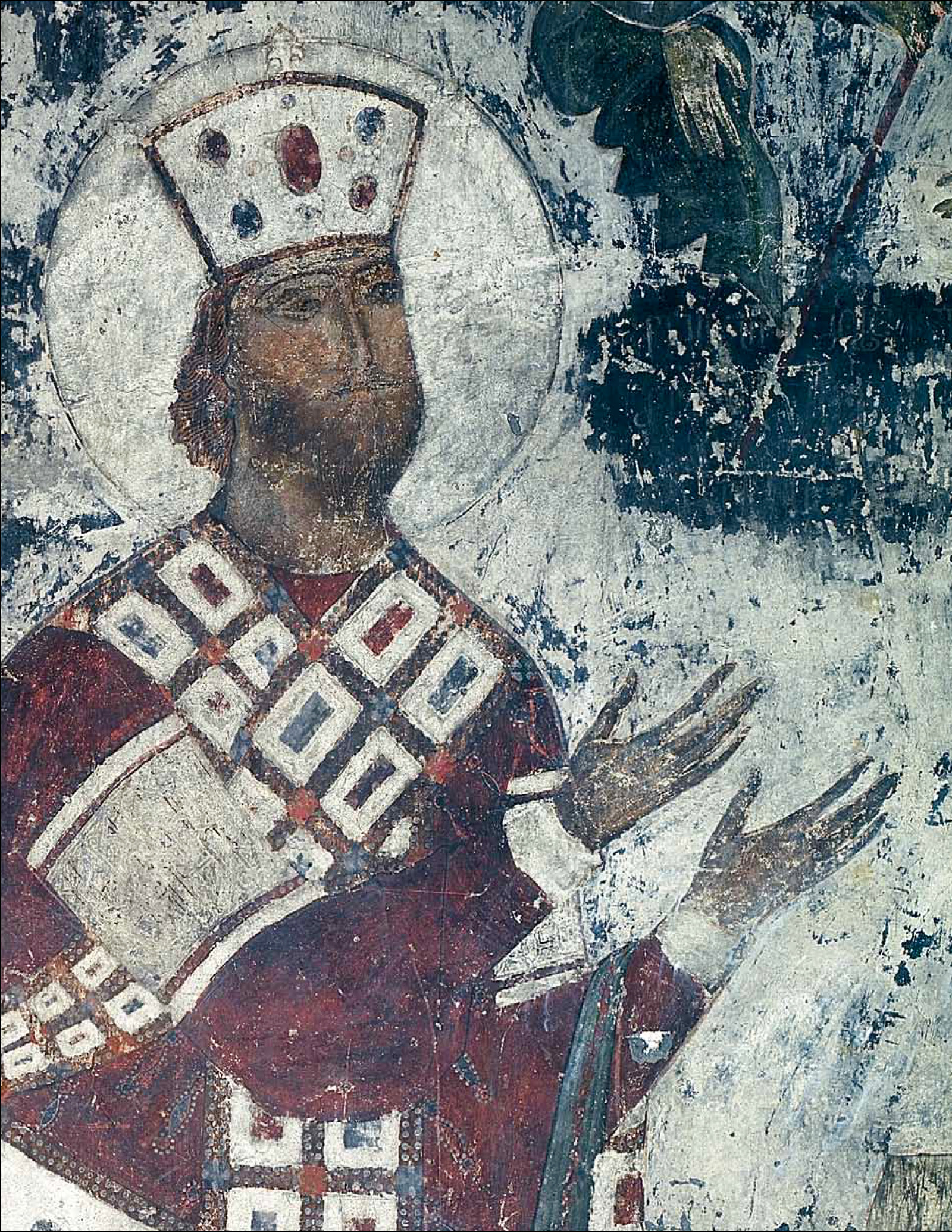
царь Георгий III. Фреска из Вардзии

Минучихр умер в 1160 году, что привело к кризису среди претендентов на престол.
Вдова Минучихра, Тамар, активно вмешалась в конфликт и встала на сторону младшего из братьев, последний по инициативе своей матери боролся за включение Ширвана в состав Грузинского царства.
Старший сын Минучихра, Агситан I, попросил помощи у атабагов Азербайджана и взошел на престол через них, а его младший брат вместе с матерью был сослан в Грузию. Агситан начал независимую политику, установил тесные связи с царским двором Грузии и атабегами Азербайджана.
В 1173 году Агситан встал на сторону Георгия, чтобы подавить восстание царевича Демны и Орбели.
Царь Георгий также активно помогал своему племяннику в борьбе с иностранными угрозами. В 1174 году Ширван подвергся набегу кыпчак-руссов, Агситан обратился за помощью к своему родственнику, союзнику и сюзерену Георгию. Георгий разбил русский флот под Баку и освободил Ширван и Дербент, которые отдал Агситану. С другой стороны, в состав Грузии вошли города Шеки, Кабала и Мовакан.
Персидский поэт, Хагани Ширвани, житель Ширвана, обращается к Георгию так:
Святейший Август, могучее Геракла, самый праведный в мире, верховный хранитель Креста, меча Мессии, преображения Христа.

### Ширван при царице Тамаре

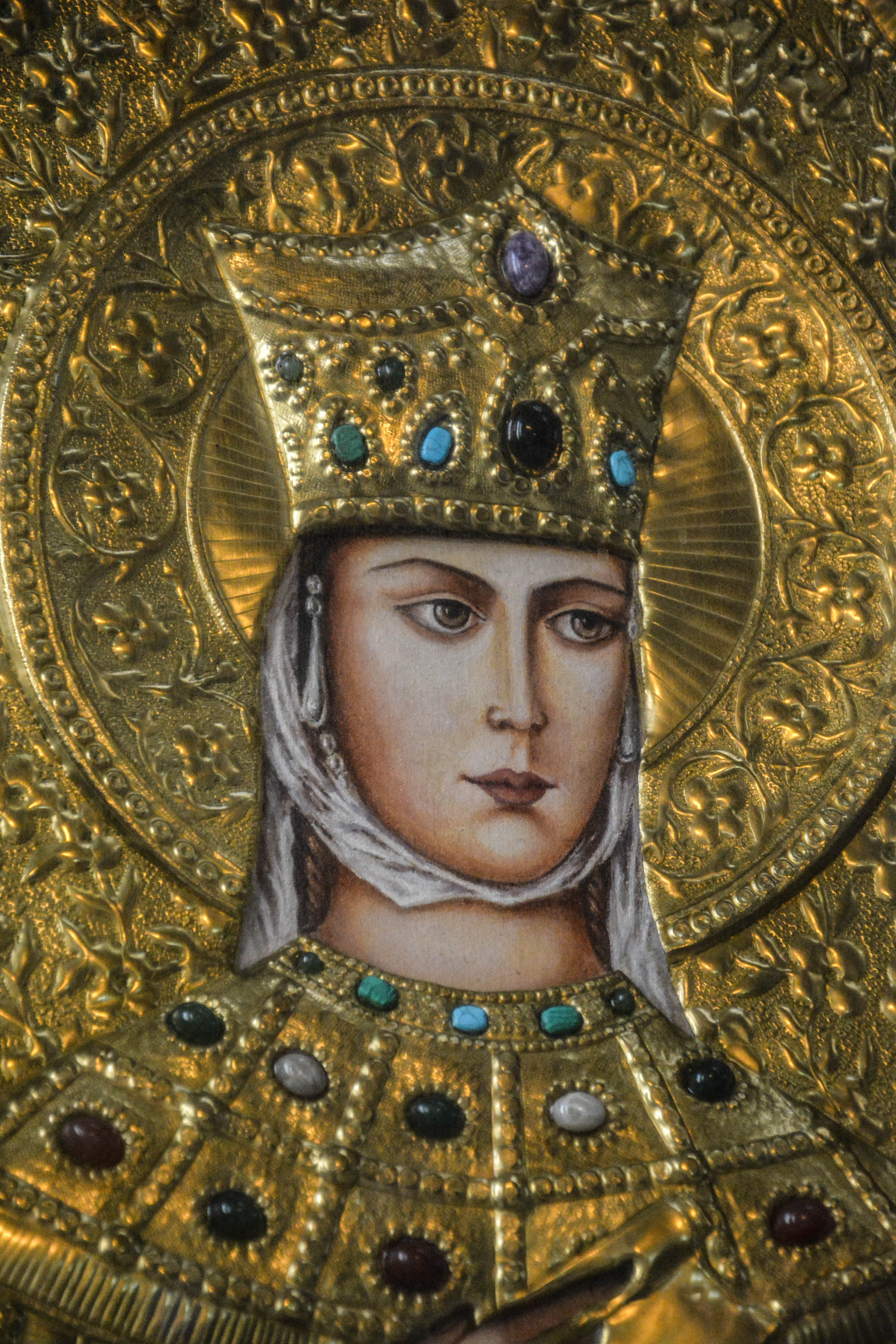
Царица Тамара

В 1185-87 царица Тамара посетила Агситанский двор вместе с Георгием (Юрием) Руси.
В 1186 году Агситан решил вмешаться в конфликт за престолонаследие атабагов Азербайджана и бросил вызов Кызыл Арслану, который был фактическим правителем Сельджукской империи. В ответ в 1191 году Кизил Арслан занял Ширван, но в том же году был убит.
Абу Бакр правил Азербайджаном и Араном, а его братья были правителями Хорасана и различных соседних провинций. Вскоре все трое наследников будут бороться за трон.
Абу Бакр победил, убив своего брата Кутлу Инанджи и заставив младшего брата Амира Миграна обратиться ко двору Ширваншаха. Ширваншах пришел к дверям царицы Тамары вместе с Амиром Миграном. Тамара оказала им желанную помощь и двинулась в сторону Ширвана, войском командовал её супруг, царь-консорт Давид Сослан.
Абу Бакр пытался отбить атаку грузин, но потерпел жестокое поражение в битве при Шамхоре 1195 года, и он был вынужден сдать грузинам город Гянджу. Тамара отдала сокровища Амиру Миграну, а тот в обмен на присягу на верность в Ширване восстановил Агситана.
В последующие годы Абу Бакр смог вернуть себе власть, но противостоять последующим грузинским нападениям он уже не смог.

### Ширван при Георгие IV Лаше

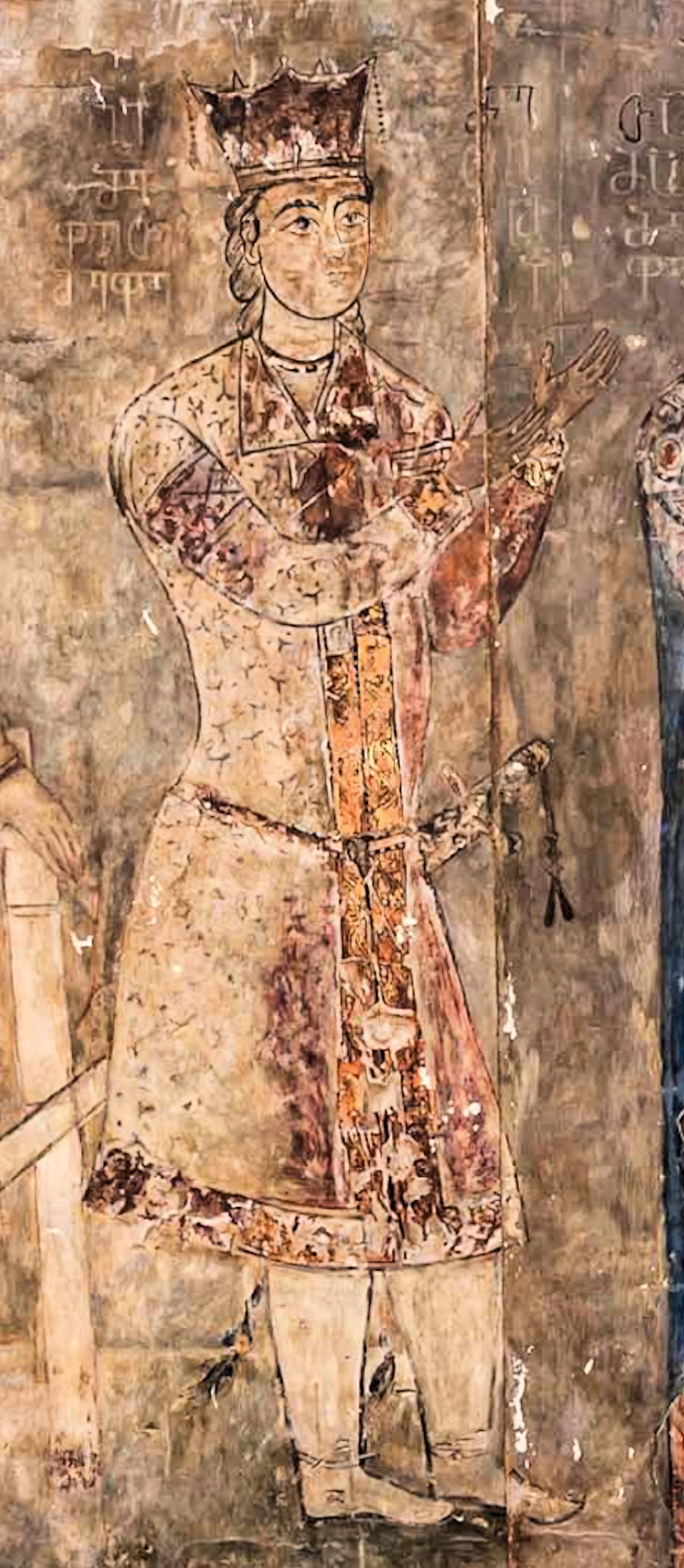
царь Георгий IV Лаша

После смерти Тамары на престол взошел её сын Георгий IV Лаша, который был активным политиком в округе.
Первое появление монголов связано с периодом его правления, во время которого Георгий потерпел тяжелое поражение и был ранен в бою.
В 1223 году Георгий назначил правительницей Ширвана свою сестру Русудан, в обмен от которой Георгий получил Мовакан.
Георгий умер недалеко от Багавана (вероятно, Баку) от ран, полученных от монголов.

### Ширван при царице Русудан
18 января 1223 года Русудан вернулась в Грузию. Хорезмшах Джалал-ад-Дин угрожал разгромленной монголами Грузии.
Грузинская армия потерпела жестокое поражение в битве при Гарниси, в результате чего большая часть страны была временно захвачена хорезмшахом, Ширван был завоеван хорезмшахом и потребовал в качестве дани 70 000 динаров, что было суммой дани, которую Сельджукские правители традиционно требовали от Ширваншаха.
Фарибурз III принял власть в Ширване от своего отца Густаспа I, последний посетил Грузию и попросил помощи у Русудан, но был изгнан из Грузии.
В 1235-36 гг. монголы окончательно оккупировали большую часть Грузинского царства.
В 1239 году Русудан была вынуждена просить о повиновении и отправилась ко двору монголов, где подписала договор, согласно которому Грузия теряла контроль над Ширваном, но сохраняла за собой Армению.

## Культура
В XII—XIII веках Ширван, представлявший собой смесь кавказских албанцев, арабов, тюрков и местных персов, постепенно превратился в важный центр персидской культуры.
Когда Давид Агмашенебели завоевал Ширван, здесь жил поэт Хакани, который также называл себя грузиноговорящим. Он также сочинил оду, в которой восхвалял Деметре I, сына Давида.
С этого периода мусульманские правители Ширвана относились к грузинским монархам с большим трепетом и уважением. При грузинском царском дворе Ширваншахов также называли «дидебулами».
Согласно Картлис Цховреба, во времена правления Давида IV Агмашенебели, главой Цкуми был Отаго Шервашидзе, принадлежавшему к роду Ширваншахов, с его именем связано и происхождение княжеского рода Шарвашидзе.
Влияние было не только односторонним, помимо того, что Ширван находился под политическим влиянием Грузии, сам Ширван также оказывал влияние на грузинскую культуру и экономику.
До XI века грузинская культура носила преимущественно византийский и церковный характер, хотя культурные связи с Ширваном разделяли грузинскую культуру со секуляризмом; распространялись философские, мистические, героические и романтические поэмы и эпосы. Конечно, грузинская религиозная литература оставалась византийской, но связи с восточной культурой также оказали большое влияние на грузинское православие. Золотой век Грузии, коснувшийся и Ширвана, подошел к концу в результате монгольских походов.